# Anastasios Yannoulatos

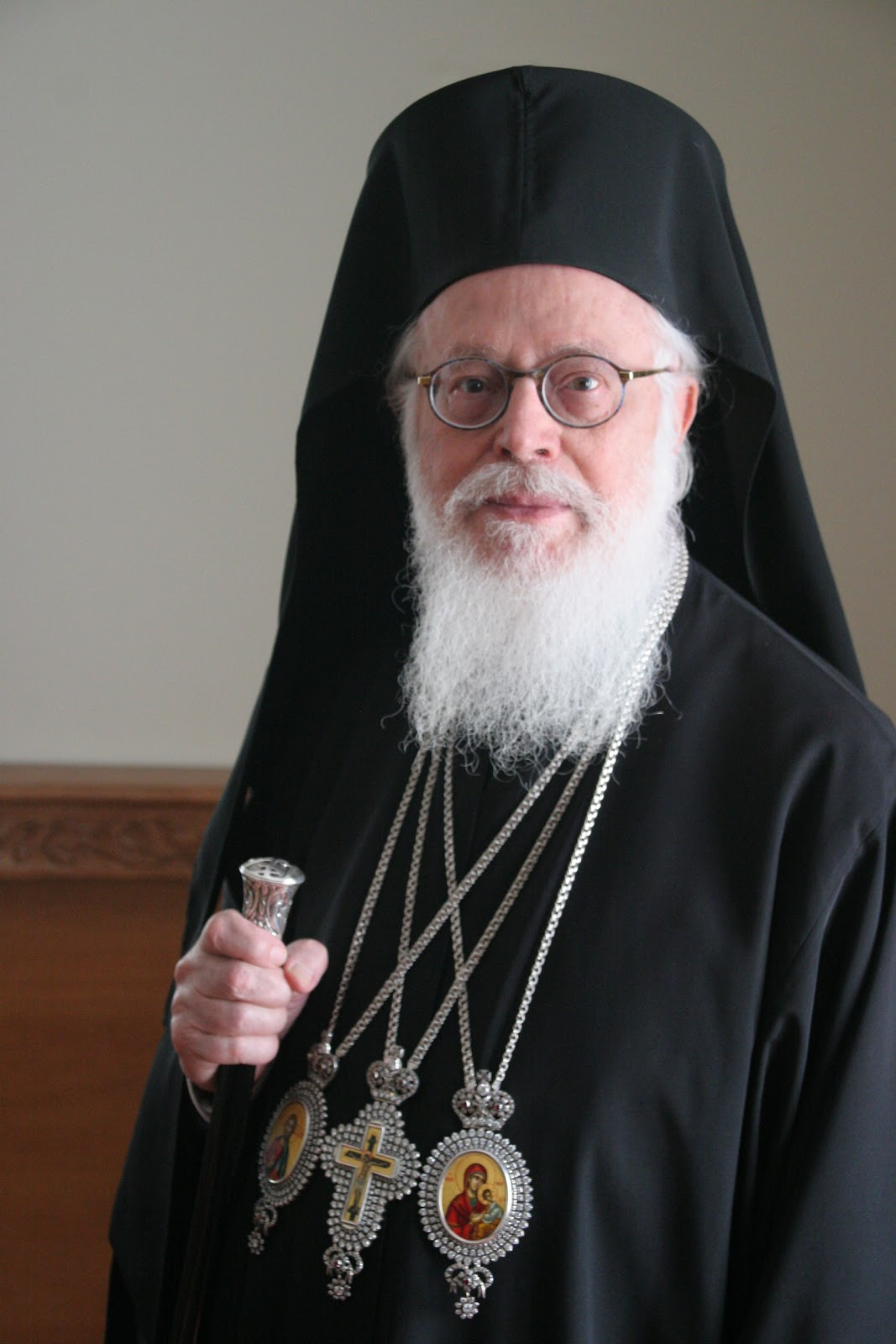
Aartsbisschop Anastasios

Anastasios Yannoulatos (Grieks: Αναστάσιος Γιαννουλάτος, Albanees: Anastas Jannulatos) (Piraeus, 4 november 1929 – Athene, 25 januari 2025) was als aartsbisschop van Tirana en Durrës tevens de Primaat van de Albanees-orthodoxe Kerk onder de naam Anastasios I van juni 1992 tot zijn dood in januari 2025.

## Biografie
Anastasios Yannoulatos werd op 4 november 1929 geboren in Piraeus, in het oosten van Griekenland. Zijn voorouders stammen echter van het eiland Kefalonia. Na het behalen van een graad in de theologie aan de Nationale Universiteit van Athene (1952), studeerde hij godsdienstgeschiedenis, etnologie, missiologie en Afrikanologie aan de universiteiten van Hamburg en Marburg. In 1960 volgde zijn diakenwijding en in 1964 zijn wijding tot priester-archimandriet. Daarna was hij als onderzoeker en docent (Grieks) verbonden aan de Universiteit van Makerere in Kampala, Oeganda (1965-1969). In 1970 volgde zijn promotie (summa cum laude) als doctor in de theologie aan de Nationale Universiteit van Athene. Hij maakte nadien studie van verschillende godsdiensten (van wereldgodsdiensten tot kleinere religies) en bezocht verschillende Afrikaanse en Aziatische landen. Daarnaast leerde hij verscheidene talen, waaronder Engels, Frans, Duits, Latijn, Swahili en Russisch.
Vanaf 1971 was hij directeur van het Missiecentrum dat verbonden is aan de Nationale Universiteit van Athene. In 1972 werd hij bisschop van Androusa. Naast zijn kerkelijke werkzaamheden bleef hij als onderzoeker (missioloog, met als specialisatie kerkelijke missies in Afrika) verbonden aan de universiteit. Hij verwierf verscheidene eredoctoraten aan de buitenlandse universiteiten. Als missioloog bezocht hij verschillende congressen en bekleedde posten binnen de Wereldraad van Kerken (lid van het centraal comité 1988-2006). Sinds 2006 was hij een van de zeven presidenten van de Wereldraad. Hij was sterk betrokken bij de inter-Christelijke en interreligieuze dialoog. Sinds 2006 was hij erevoorzitter van de Wereldconferentie van Religies voor Vrede.

### Aartsbisschop van Tirana en Durrës
Anastasios kwam in 1991, in opdracht van het werkcomité van de Albanees-orthodoxe Kerk naar Albanië. Albanië was van 1967 tot 1990 officieel een atheïstische staat geweest waar iedere vorm van religie was verboden. Veel mensen bleven echter hun godsdienst trouw, zo ook de niet onaanzienlijke orthodoxe minderheid in het land. Priesters waren er echter niet meer. Er kwam dus niemand in aanmerking om Primaat (de laatste Primaat was in 1973 overleden) te worden van de Kerk. Het werkcomité besloot daarom om een buitenlandse geestelijke naar Albanië te halen. De keuze viel op de Griek Anastasios, die vanwege zijn kennis van missie en zending, de juiste man bleek te zijn. In januari 1991 werd hij Patriarch-Exarch van de Albanees-orthodoxe Kerk. Op 24 juni 1992 volgde zijn wijding tot Primaat van de Albanees-orthodoxe Kerk en aartsbisschop van Tirana en Durrës. Een van zijn eerste wapenfeiten als aartsbisschop was het stichten van het seminarie "Verrijzenis" voor de opleiding van priesters voor de Kerk. Daarnaast werden er nog twee andere kerkelijke opleidingen geopend. In de loop der jaren werden er 150 geestelijken opgeleid. Daarnaast werden er 150 nieuwe kerken geopend, 70 gerestaureerd en 160 hersteld.
Anastasios stichtte drie weekbladen en een radiostation. Naast kerkelijke werkzaamheden was hij betrokken bij de oprichting van medische centra en scholen. In 1999, tijdens de Kosovo-oorlog, gaf hij leiding aan een humanitair programma voor de vestiging van 33.000 Kosovaarse vluchtelingen op Albanees grondgebied. In 2000 was hij kandidaat voor de Nobelprijs voor de Vrede.
In zijn hoedanigheid als hoofd van de Albanees-orthodoxe Kerk onderhield hij, als medeoprichter van Interreligieuze Raad, nauwe betrekkingen met de vertegenwoordigers van de andere religies in Albanië.
Van de vele nevenfuncties die hij bekleedt is vermeldenswaardig dat hij oprichter en voorzitter is van het Albanese Bijbelgenootschap.
Anastasios overleed op 25 januari 2025 op 95-jarige leeftijd.

## Publicaties
- The Spirits M’bandwa and the framework of their Cult (1970, Grieks)
- The Lord of Brightness». The God of the Tribes East of Kenya. A Research in the History of Religion (Grieks)
- Various Christian Approaches to the Other Religions (1971)
- Islam: A General Survey (Grieks, 1975)
- Universality and Orthodoxy (in Greek, 2000), vertaald in het Servisch (2002), Roemeens (2003), Albanees (2004), Bulgaars (2005); en Engels onder de titel Facing the World:  Orthodox Christian Essays on Global Concerns (St. Vladimir’s Seminary Press, Wereldraad van Kerken 2003).
- Footprints of the Quest for the Transcendent (Grieks, 2004; 3rd ed. 2006)
- Mission in Christ’s Way (2007, Grieks).
- To the End of the Earth(2009, Grieks).
- In Africa (2010, in Greek).
- Three Catechetical Manuals (1960–1982)